# Terry Palmer
Terry Joseph Palmer (Cambridge, 20 febbraio 1952) è un ex sciatore alpino statunitense.

## Biografia
Specialista delle prove tecniche originario di Kearsarge e fratello di Tyler, a sua volta sciatore alpino, Terry Palmer in Coppa del Mondo esordì il 10 gennaio 1971 a Madonna di Campiglio in slalom speciale (30º) e ottenne il miglior risultato il 9 gennaio 1972 a Berchtesgaden nella medesima specialità chiudendo 9º, suo unico piazzamento a punti; agli XI Giochi olimpici invernali di Sapporo 1972, sua unica presenza olimpica, si classificò 16º nello slalom speciale. In Coppa del Mondo ottenne l'ultimo piazzamento il 18 marzo 1972 a Pra Loup in slalom speciale (17º) e prese per l'ultima volta il via il 15 marzo 1973 a Naeba nella medesima specialità, senza completare la prova; dopo il ritirò partecipò al circuito professionistico nordamericano (Pro Tour).

## Palmarès

### Coppa del Mondo
- Miglior piazzamento in classifica generale: 45º nel 1972

### Campionati statunitensi
- 1 oro (slalom gigante nel 1972)[senza fonte]